# Sächsisches Vocalensemble
Das Sächsische Vocalensemble ist ein deutsches Vocalensemble aus Dresden.

## Geschichte
1996 gründete Matthias Jung das Sächsische Vocalensemble. Im Mittelpunkt der künstlerischen Arbeit steht die Werkpflege des Dresdner Hofkapellmeisters Heinrich Schütz und des Leipziger Thomaskantors Johann Sebastian Bach. Hinzu kommt die Erschließung und Aufführung bedeutender sächsischer Hofmusik des augusteischen Zeitalters. Unter neuen aufführungspraktischen Aspekten erklingt Chormusik des 19. Jahrhunderts. Regelmäßig werden auch Werke zeitgenössischer Komponisten uraufgeführt, so beispielsweise die Evangelienvesper von Siegfried Thiele in der Dresdner Frauenkirche oder das "Meißner Lob der Frauen" von Karsten Gundermann im Meißner Dom.
Immer wieder ist das Sächsische Vocalensemble gemeinsam mit anderen Ensembles zu erleben, wie beispielsweise mit den von Ludwig Güttler geleiteten Virtuosi Saxoniae, dem Ensemble Alte Musik Dresden oder der Batzdorfer Hofkapelle. Das Sächsische Vocalensemble kann neben einer Vielzahl von Radio-Einspielungen auch auf eine Reihe von CD-Produktionen verweisen, von denen einige mit Preisen ausgezeichnet wurden.
Konzertreisen führten das Sächsische Vocalensemble durch Deutschland und zu Festivals nach Frankreich, Polen, Tschechien und Italien. Im Jahr 2009 war der Chor auf dem Prager Frühling und im Herbst zu einer Tournee in Japan zu Gast. Mehrmals im Jahr ist das Ensemble Konzerten in der Dresdner Frauenkirche zu erleben.
2011 war das Ensemble im Rahmen der Eröffnungsfeierlichkeiten der 3. Sächsischen Landesausstellung Via Regia in der Französischen Friedrichstadtkirche in Berlin zu hören, ebenso zum 20. MDR-Musiksommer in Leipzig. Im selben Jahr war das Sächsische Vocalensemble erneut zu Konzerten in Japan zu erleben.

## Diskografie
- 1999: Heinrich Schütz: Chorwerke, TACET 0099-0
- 2000: Georg Philipp Telemann: Frühe Kantaten, Cantate 58012
- 2001: Johann Sebastian Bach: Motetten, TACET 0108-0
- 2003: Ernst Pepping: Heut und Ewig, TACET 0123-0
- 2006: Antonio Lotti: Vesperpsalmen, CPO 6926250
- 2006: Felix Mendelssohn Bartholdy: Lieder für gemischten Chor, TACET 0142-0
- 2006: Johann Adolf Hasse: Missa ultima in g, carus 83.240
- 2007: Mitteldeutsche Weihnacht "Machet die Tore weit", CPO 3116463
- 2007: Guillaume Bouzignac: Motetten, TACET 0156-4
- 2008: Gottfried August Homilius: Weihnachtsoratorium, carus 83.235
- 2009: Francesco Feo: Missa, CPO 1899818
- 2009: Gottfried August Homilius: Erwachet, ihr Christen, carus 83.236
- 2010: Johann Adolf Hasse: Te Deum, CPO 1043537
- 2012: Domenico Sarri: Dixit Dominus / Missa, CPO 7777262
- 2013: Petr Eben: Salve Regina. Geistliche Chormusik, CPO  1530336
- 2014: Robert Schumann: An die Sterne,  VKJK 1424
- 2015: Gottfried August Homilius: Der Messias, CPO 777947-2
- 2015: Motetten der Hiller - Sammlung, Carus 83.269
- 2016: Martin Palmeri: Misa a Buenos Aires Misatango / Tango Gloria, CPO 555092-2
- 2017: Giovanni Alberto Ristori: Missa / Litaniae / Miserere, CPO 555200-2